# 流星人間ゾーン
『流星人間ゾーン』（りゅうせいにんげんゾーン）は、東宝映像制作の特撮テレビドラマ。1973年（昭和48年）4月2日から同年9月24日まで日本テレビ系で毎週月曜日19時00分から19時30分に全26話が放送された。

## ストーリー
平和な星ピースランド星は、ガロガバラン星人の侵略を受けて壊滅。ピースランド星人たちはファミリーごとに宇宙船パンドラカプセルに乗りこみ、安住の地を求めて流星人間となった。彼ら難民のうち、地球に辿り着いたある一家は、地球人「防人（）家」としての生活をスタートさせた。
しかし、地球を第二の征服目標と定めたガロガは宇宙要塞ステーションを建設し、恐獣ミサイルを地球に送り込む。地球を第二の故郷と思う防人一家は、「新地球人」としてまた流星人間ゾーンとして、ピースランドの二の舞を阻止すべく、敢然とガロガを迎え撃つのであった。

## 概要
第2次怪獣ブームがピークを迎えた時期に、東宝映像が初めてテレビ向けに製作した巨大ヒーロー番組である。元々はゴジラを主役としたテレビシリーズ企画に端を発しており、その流れからゴジラやキングギドラなどの「有名怪獣ゲスト」の登場が売りの1つであった。
スタッフ面でも、東宝特撮映画の常連である本多猪四郎や福田純の両監督をはじめとするスタッフが、多く関わっている。本編監督以外のスタッフの多くは、前年放映の『ウルトラマンA』に外注制作スタッフとして関わっており、同作品と似た雰囲気の作風となっている。また、小栗康平がフリーの助監督として参加し、第21話や第26話で監督デビューを果たした。後年ゴジラシリーズのプロデューサーや東宝映画の社長を務めた富山省吾は、学生時代に本作品の特撮美術にアルバイトで参加しており、ミニチュアの電柱などを作っていたと述懐している。
本作品では敵怪獣を「恐獣」の名で統一しており、キングギドラやガイガンも「恐獣（キングギドラは「宇宙超恐獣」、ガイガンは「未来恐獣」）」と呼ばれていた。
ゾーンファイターと恐獣の戦いには、ジャンケンや輪投げでの勝負、倒された恐獣の墓（天使の輪までついていた）が建つというコミカルな演出や、敵が油断した隙に目を引きちぎったり無防備な敵を一方的に攻撃するなど、少々過激な表現も存在する。
視聴率は初期数話は10パーセント台をキープしていたが後半から降下し、第21話で6.6パーセントを記録した結果、2クールで制作は終了する。ストーリーもガロガとの決着がつかないままであった。特技監督の川北紘一は、視聴率は上がらなかったが、技術的なノウハウを培うことはでき、次につながる作品であったと述べている。

## 登場人物

### 防人一家とその協力者
防人 光（）/ ゾーンファイター
長男。設定年齢18歳。二段変身で巨大化する。ゾボット使用時は「ランドスーピー」というコードネームを用いる。
普段は自動車メーカーにテストドライバーとして勤務している。責任感が強く、ケガを押して戦闘に参加することもあった。家族思いで明るい性格だが、ガロガにだけは激しい闘志を燃やす。「ゾーンファイト・パワー!」の掛け声で戦闘スタイル（等身大）に変身し、格闘能力とメーザーショットを武器に、ガロガと戦う。さらに恐獣出現などの危機的状況では、「ゾーンダブルファイト!」の掛け声と一定のアクションで巨大化変身も可能。また、ダブルファイト時の巨大化変身は光の状態から同じ掛け声かつ同じアクションで、直接変身もできる。元に戻る際の掛け声は「ゾーン・バック!」であり、この掛け声は螢と明も使う。
防人 螢（）/ ゾーンエンジェル
長女。設定年齢16歳。普段は高校に通っており、第13話では16歳の誕生日を迎えている。活動的な性格の持ち主であり、単身で敵地に潜入するなど、光にひけをとらない活躍をみせる。タケルとデートするなど、彼に好意を抱いている描写があるが、あまり異性として意識されていない。サチオという幼馴染がおり、第4話で再会していた。
防人 明（）/ ゾーンジュニア
次男。設定年齢8歳。ゾーンファミリーの末っ子で、普段は小学校に通っている。ひとたびガロガによる事件が起これば、兄たちとともに敵と戦う。活発で好奇心旺盛な性格ゆえ、危機に陥ることも少なくないが、その行動が家族の危機を救ったこともあった。
防人 陽一郎（）/ ゾーンファザー
ゾーンファミリーの大黒柱で、地球人としての仮の姿は「防人玩具研究所」の経営者。設定年齢42歳。やさしくて面倒見がよく、時には最前線で恐獣やガロガと戦うこともある頼れる父親。家族からの信頼は厚いが、家族に甘すぎるきらいがあり、それが原因で家族を危機に招くこともある。
防人 月子（）/ ゾーンマザー
陽一郎の妻。設定年齢38歳。ガロガと戦う子供たちをいつも心配している。最前線に赴くことは滅多にないが、子供たちにやさしくアドバイスを送る縁の下の力持ち的な存在。
防人 雷太（）/ ゾーングレート
光たち3人の祖父にして陽一郎の父親。設定年齢65歳。ゾーングレートという別名を持つ。変身能力は持っていないか失っているようだが、変身しなくてもさまざまな超能力を発揮できる。孫たちの危機の時には率先して手を貸し、事態の打開に努めていた。基地にあるレバーを操作することで、任意の場所に雷雲を出現させる超能力ボルトサンダーを使えるが、体力を急激に消耗するために多用はできない。
城 タケル（）
アマチュアの天文家で、城模型店の若い店主。以前ガロガの円盤を目撃して以来、その脅威を訴えてきたが、誰も耳を貸さなかった。ガロガの起こした事件に巻き込まれた際に防人ファミリーと出会って以降、彼らとともにガロガと戦うようになる。普通の地球人だが、雑兵のシルバーガロガ相手なら互角以上に戦う。
途中から防人ファミリーが超人であることを承知しているが、そのきっかけになった描写はない。また、制作順と放映順が変更されたことにより、ファイターの正体を承知したうえでの展開後に正体を知らない前提の台詞があるなど、作劇上の混乱が見られる。
店の奥の棚には、『ゲゾラ・ガニメ・カメーバ 決戦!南海の大怪獣』に登場するヘリオス7号のカプセル部分のミニチュアが並べられている。

### 防衛軍
第4話でワルギルガーに対して出動したのが初登場。コンコルドに類似した三角翼の戦闘機と戦車隊から編成されている。戦車のミニチュアは市販のプラモデルを転用したものらしく、61式戦車に混じってV号戦車パンターやIV号突撃砲の姿も見られる。
- ミニチュア制作を担当した東宝美術の長沼孝は、ゲスト戦闘機は完全に任されていたため、自身の好みのプラモデルを改造していたと述べている[27]。

## 登場ヒーロー
ゾーンファイター（巨大化時）
ゾーンファイター（等身大）が「ゾーンダブルファイト!!」のかけ声で二段変身した姿。体長の40倍飛翔できるほか、300キロ先まで見える視力と常人の2倍の視力を持つ。外見上の変化は顔およびベルトのみで、それ以外の部分は等身大時と変わらない。主なエネルギー源は太陽光線を元にしたプロトンエネルギーであり、そのエネルギー残量はバックルの部分に出現したゾーンメーターに表示される。
通常時ではゾーンメーターは青であるが、エネルギーの残量にしたがって「青→黄→赤」と変化し、赤の点滅になると残りの行動時間が110秒になってしまう。ただし、ファイターのエネルギーは頭部の角飾りについているゾーンマーカーからいつでも補給することができ、エンジェルとジュニアがゾーンマーカーから発する光線で直接補給するか、スモーキーを使ってゾーンマーカー自体を交換する「ゾーンマーカーチェンジ」によってエネルギーを回復させていた。なお、甚大なダメージを受けた場合は、たとえマーカーが青でも強制的に等身大に戻される。
宇宙空間も飛行可能な能力を備えており、多彩な武器や技を駆使して恐獣と戦った。なお、キングギドラについては単独で撃退している。
- デザインを担当した岡迫亘弘は、プロデューサーの衛藤公彦から「ウルトラマンに似たもの」と依頼されていた。
- マスクの原型製作は、東宝の安丸信行によるもの。主題歌レコードのジャケットなどには、NG版スーツの写真が用いられている。

技
流星ミサイルマイト
一定のポーズを取り、「流星ミサイルマイト！」のかけ声とともに閃光を伴って両腕に装着される強力なランチャー。高い威力を誇るプロトンミサイルを発射し、恐獣に致命傷を与える。片腕発射・両腕発射の2パターンがあり、飛行しながらの両腕発射も第25話で見せた。第1話から使用され、ほとんどの敵を葬った。光線をフィルムに合成するのではなく、腕に仕込んだ花火を実際に発射しているのが特徴である。製作ナンバーの初期では発射時の効果音が異なったものになっている。発展技に、相手の肩を抱えて腹部に直接ミサイルマイトを撃つ「流星零距離ミサイルマイト」「流星ダブルアンチミサイルマイト」がある。
- 腕にミサイルを装着するという設定は、岡迫のアイデアによる。また、光学合成を減らすための処置で、予算からの逆算でもあった。

流星プロトンビーム
額のゾーンマーカーから発射する高威力の破壊光線。自らのプロトンエネルギーを収束して発射する光線で、ミサイルマイト以上の威力をもっているが、大量のエネルギーを消費するためにファイターのエネルギーが充分に残っている場合のみ使用できる。また、使用後は著しくエネルギーを消耗してしまう。主にとどめの一撃として使用される。初使用は第4話で、スパイラーに対して用いた。基本的には一定のアクションの後に光線が放たれるだけだが、第15話では派手なオプチカル効果を用いた全身発光の描写もみられた。
この能力はエンジェルとジュニアも持っており、第2話でデストロキングの片方の頚部を切断した。
流星スライスショット（別称・流星スライスチョップ）
手から発射する赤いくさび型のカッター光線。敵の首や武器を切り落とすのに使った。初使用は第3話の対ドロラ戦。
流星風車（）
空中で高速回転し、その回転力を利用して敵に強烈なフライングパンチを加える技。番組の中盤で特に多用された。
流星ゾーンバリヤー
両手で虹色の輪郭を描いて作り出す防護壁。第4話でワルギルガーの攻撃を防いだ。
流星反射バリヤー
流星ゾーンバリヤーよりカバーできる面積は狭いが、相手の放った光線をそのまま撥ね返すことが可能な強化バリヤー。ゾーンバリヤーと同じ方法で作り出されるが、形状はより複雑な盾型である。第6話のキングギドラ戦で、引力光線を跳ね返した。
ゾーンバリヤー
等身大時のファイターがゾーングレートの助言でとっさに出した技。全身を赤いバリヤーで包み込む。
流星ゾーンスライス
ガンダーギラスの両腕を切断した。
流星スライスショット（ワイド）
横切りの大型赤色カッター光線。ゲルデラーの首を切断して倒した。
流星ジェット
第6話における金星での対決で使用した、背中からのジェット噴射。重力の違いで素早い動きのできないファイターが、キングギドラに組み付くために使用した。
流星フリーザー
手の先から放つ冷凍ガス。浴びた敵は痙攣作用により細胞が死滅し、自重を支え切れなくなり消滅する。対バラギドンで使用。
流星ダブルアンチミサイルマイト
第22話の対スーパージキロ戦で使用した、ミサイルマイトをカスタマイズした武器。スーパージキロのアンチミサイルマイトに対抗すべく、雷太の「負けて勝つ」という発案で作られた。外見はミサイルマイトと大差ないが、敵の撃ち返したミサイルマイトの弾丸を再び銃口から回収する機能を持ち、さらに強力なプロトンミサイルを撃ち返すことができる。
流星隕石崩し
2段ジャンプした後、逆さに急降下しながらの背後からのパンチ。対デストロキングで使用。
流星プロトンカット
胸から同心円状の光線を出す。ドロラの張り巡らした四次元ネットをこの技で解除した。
流星スタティックパワー
倒木を腋の下でこすって静電気を起こし、ガロボーグの帯電の電源を破壊した。
アストロダッシュ
等身大時に使用する能力で、第3話で4次元空間から脱出する際に初使用。テレビのブラウン管越しの移動にも用いられた。ゾーンエンジェルとゾーンジュニアも使用できる。
スカイジャンプ
エンジェルとジュニアがスモーキーに乗り込む際に使う飛行能力。
ゾーンエンジェル
長女の螢が変身した姿。兄同様、額のゾーンマーカーから流星プロトンビームを放つことができる。
- 放送開始当初は途中からゾーンエンジェルも巨大化する案があったらしく、胸の模様が異なり、ミサイルマイトを装備したデザイン画が残っているが、結局巨大化することはなかった。

ゾーンジュニア
次男の明が変身した姿。ガロガとの格闘時には、その小柄な身体を活かして戦った。
ゴジラ
ゾーンファミリーに協力する正義の怪獣王。第4話で初登場。第11話、第15話、第21話、第25話にも登場。
ゾーンファイターがピンチに陥った時、エンジェルやジュニアがゾボットを使って呼び寄せる。格闘技に優れており、勝利するとドラミングを行なう。

### ゾーンファミリーのメカ
マイティライナー
ゾーンファイターの愛車。普段は一般車に擬装しているが、「ゾーン・コンバート」で異次元空間を通過すると変型する。ライナービームなど攻撃技も多彩で無線機も装備している。ベース車両は日産・スカイライン・2ドアHT「2000GT」（GC110型：通称ケンメリ）で前後のタイヤを各フェンダー内に格納し、さらに前後フェンダーの上部と車体後部から翼を展開して飛行形態に変型する。プラズマ流体振動エンジンによって大気圏内はもちろん、宇宙空間も飛行可能。
スモーキー
主にゾーンエンジェルとジュニアが使用する偵察・攻撃用小型メカ。飛行速度はマッハ50。ファイターが戦闘でエネルギーを消耗した際、体力を回復させる「ゾーンマーカーチェンジ」を行なう。いざという時は殺獣光線でゾーンファイターを援護する。普段は四次元の空間に隠してあるが、一度ガロガに盗まれたことがある。
- 書籍『’70年代特撮ヒーロー全集』では、名称をスモーキと記載している。

パンドラカプセル
ピースランド星人がピースランド星から脱出する際に使用した大型宇宙船で、ファミリーごとに所有している。レーザー類の武器を装備している。ゾーンファミリーの所有する中で一番強力な兵器らしく、キングギドラに苦戦するゾーンファイターを援護するために投入を決意するが、その際、これを破損するとピースランド星に帰還して星を再興する希望が失われると、父母が葛藤する場面がある。
ゾボット
通信、伝言機能を持つ小型メカ。直立不動のロボットの形をしている。伝書鳩のように使われるほか、単に無線機としても使用可能。ゴジラへの救援要請時にも使用される。また、6話では巨大化中のファイターが、等身大のゾボットを指先でつまんで通信をするというコミカルなシーンがある。
メーサーショット
ファイター（等身大時）・エンジェル・ジュニアが携行する光線銃。シルバーガロガを蒸発させるほどの威力を持つ。両脇からはペンシルミサイルを発射する。第3話で初使用。名称は第5話で登場したが、第9話では陽一郎から「ペガサス」と呼ばれている。
- 書籍『全怪獣怪人 上巻』では、名称をメザー・ショットと記載している。

メカルーム
防人家の居間の地下にある司令施設。伝言を携えたゾボットが帰還するのはこの部屋である。入り口は本棚で隠されており、ゾボット帰還時は居間の明かりが一斉に点滅しブザーが鳴る。ゾボットでの通信時のコードネームは「ミリファー」。
ゾーンバリア（プロトンバリア）
防人家の建物を覆っているバリヤー。ガロガが防人玩具研究所を攻撃できないのはこのバリヤーがあるためである。

## ガロガバラン星人
通称・ガロガ、ガロガ軍団。戦闘本能と征服欲に取り付かれており、全宇宙を征服すべく生物の住む星を次々と攻撃している（ピースランド星はその最初の犠牲）。
ガロガロックと呼ばれる鞭にもなる長い触角と、ガロガエッジと呼ばれる腕のノコギリ状カッター、歯がむき出しになった醜悪な顔が特徴。本来の姿でもあるビースター・フォームのほか、地球人にも変身することが可能だが、手の水かきが残る。恐獣と呼ばれる巨大生物を侵略兵器として使用するほか、自ら恐獣化することも可能。衛星軌道上に宇宙要塞を築き、そこから恐獣ミサイルを発射して地球に送り込む。掟は冷酷で、任務に失敗したりミスを犯した者は、ガロガ憲法により即刻処刑される。ガロガバラン星の詳細や、首領の存在については明かされなかった。なお、頭の触角・ガロガロックは、己の意に反して攻撃されると急所にもなる諸刃の剣である。
- メカに記されている文字は、ミニチュアを担当した長沼孝が独自に考案したもので、美術監督の小村完も黙認していたという[27]。

ゴールドガロガ
「コマンダー」と呼ばれる地球侵略部隊の最高司令官。多くの部下を率いて侵略計画を進める。常にステッキを携帯している。
レッドガロガ
ガロガの指揮官の一種で複数人の存在が認められる。第14話では、そのうちの1体がミサイル恐獣デットラゴンに変身してゾーンファイターと戦った。
シルバーガロガ
ガロガの一般兵士。リーダーは顔の色が金色である。3人一組で合体して恐獣になる。地球では水かきのついた人間に変身して暗躍する。人間に変身する、あるいは元の姿に戻る際は「ズビダラガロガ！」、恐獣化する際は「ズビダラスポリボリボガロガ！」の掛け声とともに変身する。
ガロガ薬事局長（ホワイトガロガ）
第14話に登場。ガロガ科学者の1人。地球の少年をガロガ少年攻撃隊に改造する特殊ガスを発明した。
ホワイトガロガ
第21話に登場。ゴールドガロガとは旧知である。宇宙生物を改造して軟体恐獣ジュラーを誕生させた。
ガロガ科学技官（ホワイトガロガ）
第22話に登場。ガロガ科学者の1人。超磁力恐獣スーパージキロを開発した。
コバルトガロガ
第26話に登場。劇中ではガロガガンマーXと呼ばれる5人が現れ、コバルト光線で健少年の視力を奪った。全員が合体することで幻覚恐獣グロデガウロスになる。

### ガロガバラン星人のメカ
ガロガ宇宙ステーション
地球侵略用に建造された、ガロガバラン星人の本拠地。恐獣ミサイルはここから地球に向けて発射される。ゴールドガロガはここから全ての作戦指揮を執る。
恐獣ミサイル
ガロガバラン星人が、他星を侵略する際に恐獣やシルバーガロガを格納して送り込むミサイル。二段式で、大気圏突入後は弾頭部が空中で爆発して恐獣が登場する（この際、恐獣はパラシュートをつけて降下する）か、地上で爆発してクレーターからシルバーガロガが這い上がってくる。また、地中に潜伏することも可能（第4話など）。キングギドラが送り込まれた際には宇宙空間で爆発した。
- 第1話のエンディングナレーションによると既に10数個発射されているが、その後の言及はなかった。

ガロガカー
ガロガバラン星人が工作や逃亡に用いる特殊車。普段は黒塗りのトヨタ・クラウンS30前期型に偽装しているが、カモフラージュを解くと派手なカラーリングをしておりボディー上に連装砲を装備している。
ガロガ円盤
ガロガバラン星人の宇宙飛行艇。本星と宇宙ステーション間を航行するほか、実戦にも使われる。
惑星間ミサイル（名称不明）
オープニングに登場。ガロガバラン星人がピースランド星を攻撃した際に用いた赤いミサイルでガロガ本星から発射される。ピースランド星はこのミサイルの集中攻撃により爆発四散した。

## キャスト
ゾーンジュニア役には、当初『ゴジラ対ヘドラ』や『ゴジラ対メガロ』に出演していた川瀬裕之が予定されていたが、川瀬は学業を優先するためこれを断り、同じ劇団出身の佐藤賢司が起用された。川瀬はその後、第2話にゲスト出演している。
本作品に参加したスーツアクターのうち、久須美と図師は『ゴジラ対メカゴジラ』に、二家本と河合は『メカゴジラの逆襲』にそれぞれ参加している。
- 防人光 / ゾーンファイター：青山一也
- 防人蛍 / ゾーンエンジェル：北原和美
- 防人明 / ゾーンジュニア：佐藤賢司
- 防人陽一郎：中山昭二
- 防人月子：上月左知子[注釈 15]
- 防人雷太：天草四郎[注釈 15]
- 城タケル：小原秀明[注釈 16]
- ゴールドガロガの声[5]：幸田宗丸
- ゾーンファイター（巨大化）[39][40]：久須美護
- ガロガ[39][40]、ゾーンファイター（等身大・吹替）[39][40]：二家本辰巳
- 恐獣[39]、ゴジラ[39]、キングギドラ[39]：図師勲
- ゴジラ[4][39]：河合徹
- ナレーター：小林清志

## スタッフ
- 監修：田中友幸
- 企画：高橋薫明、土門弘
- プロデューサー：衛藤公彦（萬年社）、高橋修之（日本テレビ）、西川善男
- 音楽：三沢郷
- プロデューサー補：広川恭、中川与志雄
- 撮影：中尾成雄、柿沼勝、長谷川清、富岡素敬、山本武、鶴見孝夫
- 照明：池田泰平、大口良雄、宮川清、出竹秀夫、高橋泰男
- 美術：滝ケ崎和男、内田欣哉、小村完
- 監督：福田純、本多猪四郎、古澤憲吾、菊池昭康、小栗康平、蓑輪雅夫
- 脚本：福田純、武末勝、上原正三、島本十郎、石狩あきら、胡桃哲、永井素夫、服部一久、古保則夫、小栗康平、竹内進、雨宮雄児、石森詩朗、神沢信一（神澤信一）、荒木芳久
- 助監督：蓑輪雅夫、小栗康平、山本正彦、松本清孝、神沢信一
- 特殊技術：中野昭慶、川北紘一、田渕吉男、神沢信一
- 操演技術：松本光司
- 特殊効果：久米攻
- 光学撮影：三瓶一信、真野田嘉一
- 光学作画：川名正
- 編集：近藤久、田村嘉男
- 擬斗：橋本春彦
- 制作担当：湯原正男、中川原哲治
- 制作：東宝映像、萬年社
- 協力：熱川温泉ホテル、藤田観光 箱根小涌園

## 主題歌・挿入歌
- 「流星人間ゾーン」[注釈 17]
  - 作詞：石狩あきら / 作・編曲：三沢郷 / 歌：子門真人、少年少女合唱団みずうみ
  - CBS・ソニーから発売されたカバー音源を歌っている「布川富美雄」とは、子門真人の別名である。
  - オープニング映像の歌詞テロップでは流星人間を「りゅせいにんげん」と表記している。
- 「流星ビクトリー」[注釈 17]
  - 作詞：石狩あきら / 作・編曲：三沢郷 / 歌：子門真人 台詞：子門真人、北原和美
  - 以上2曲は東宝レコードより発売 (DT-1007)[41]。
- 「ゾーン・ファイト・マーチ」
  - 作詞：石狩あきら / 作・編曲：三沢郷 / 歌：青山一也
  - 子門真人が歌った音源も存在する。
- 「おれはガロガ」
  - 作詞：石狩あきら / 作・編曲：ボブ佐久間 / 歌：クニ河内
  - 「ゾーン・ファイト・マーチ」「おれはガロガ」は東芝レコードより発売された (TC-3028)[41]。

## 制作
ヒーロー側のデザインは、『愛の戦士レインボーマン』『ダイヤモンド・アイ』のデザインを手がけた岡迫亘弘が担当した。岡迫は、『レインボーマン』などや『正義を愛する者 月光仮面』などでつながりのあった萬年社からの依頼で起用された。メカニックデザインは東宝映像美術の小村完が担当した。第4話の恐獣ワルギルガーのみ、『A』にも参加した村瀬継蔵率いるツエニーが手掛けた。
ヒーロー側の設定が家族とされていることについて、企画者である東宝映像の高橋薫明は、「家族が一致団結することによって、視聴者に家族関係について考え直す材料をぶつけたかった」と述べている。また、ゴジラの登場は企画の時点から第4話からと予定されており、高橋は「物語の中でヤマ場を設定して、雰囲気を盛り上げてから登場させる」と述べている。
第4話の特撮を担当した川北紘一は、本編監督の本多から「自由にやってくれたまえ」と言われ色々やった結果、テレビではありえないほどの予算を費やし、監修の田中友幸から怒られたという。川北は、最終的にはオーソドックスなまとまりで重厚で楽しいヒーローものになり安堵したというが、本多にうまく乗せられたと感じ、本多の人を奮い立たせる演出力を実感したことを語っている。一方で、川北は予算を注ぎ込んだのは本多に対する礼儀であったとも述べている。
ガロガの声を担当した加藤茂雄は、通常の顔出しでの出演であれば最低でも1本3万円程度のギャラが声だけでは2千円だったと証言しており、我慢してやっていたと述懐している。旧知の本多は、加藤が出演していたことに驚いていたというが、加藤も本多が参加していたことは意外であったと述べている。

## 放映リスト
| 放送日        | 話数 | サブタイトル                      | 脚本                | 監督       | 特殊技術 | 登場恐獣                                            |
| ------------- | ---- | --------------------------------- | ------------------- | ---------- | -------- | --------------------------------------------------- |
| 1973年 4月2日 | 1    | 恐獣ミサイル 爆破せよ！           | 福田純              | 福田純     | 中野昭慶 | - ガロガ恐獣レッドスパーク - マグネ恐獣ジキロ       |
| 4月9日        | 2    | やっつけろ！デストロキング        | 福田純              | 福田純     | 中野昭慶 | - 地底恐獣デストロキング                            |
| 4月16日       | 3    | たたけ！ガロガの地底基地          | 武末勝              | 本多猪四郎 | 川北紘一 | - 四次元恐獣ドロラ                                  |
| 4月23日       | 4    | 来襲！ガロガ大軍団 - ゴジラ登場 - | 上原正三            | 本多猪四郎 | 川北紘一 | - 破壊恐獣ワルギルガー - レーザー恐獣スパイラー     |
| 4月30日       | 5    | キングギドラをむかえ撃て！        | 島本十郎 石狩あきら | 福田純     | 中野昭慶 | - 宇宙超恐獣キングギドラ                            |
| 5月7日        | 6    | キングギドラの逆襲！              | 島本十郎 石狩あきら | 福田純     | 中野昭慶 | - 宇宙超恐獣キングギドラ                            |
| 5月14日       | 7    | ゾーンファミリー危機一髪！        | 胡桃哲              | 古澤憲吾   | 中野昭慶 | - 角恐獣ドラゴンキング - とげ恐獣ギルマラス         |
| 5月21日       | 8    | 倒せ！恐怖のインベーダー          | 胡桃哲              | 菊池昭康   | 川北紘一 | - 赤色頭脳恐獣ゲルデラー                            |
| 5月28日       | 9    | 追え！レッドスパイダーの秘密      | 島本十郎            | 古澤憲吾   | 中野昭慶 | - 蜘蛛型恐獣スパイダウロス - 巨大猿恐獣ガロガゴリラ |
| 6月4日        | 10   | 絶体絶命！ゾーン・ファイター      | 永井素夫            | 菊池昭康   | 川北紘一 | - エネルギー恐獣シャドラー - 奇形恐獣シップドロー   |
| 6月11日       | 11   | 間一髪 ゴジラの叫び！             | 服部一久            | 福田純     | 中野昭慶 | - 未来恐獣ガイガン                                  |
| 6月18日       | 12   | 恐獣基地 地球へ侵入！             | 古俣則男            | 本多猪四郎 | 田渕吉男 | - 最強恐獣バラギドン                                |
| 6月25日       | 13   | 戦慄！誕生日の恐怖                | 福田純              | 本多猪四郎 | 田渕吉男 | - 電子恐獣ガロボーグ                                |
| 7月2日        | 14   | 猛り狂うぞ！ガロガ少年攻撃隊      | 武末勝              | 菊池昭康   | 川北紘一 | - ミサイル恐獣デットラゴン                          |
| 7月9日        | 15   | 沈没！ゴジラよ東京を救え          | 小栗康平 古俣則男   | 古澤憲吾   | 川北紘一 | - 土喰い恐獣ザンドラ                                |
| 7月16日       | 16   | 恐怖の襲撃！ガロガロボット        | 竹内進              | 菊池昭康   | 川北紘一 | - ドリル恐獣モグランダ                              |
| 7月23日       | 17   | GO! ファイター緊急発進            | 胡桃哲              | 福田純     | 中野昭慶 | - 変身恐獣バルガラス                                |
| 7月30日       | 18   | 指令『日本列島爆破せよ』          | 雨宮雄児            | 本多猪四郎 | 田渕吉男 | - 爆弾恐獣ガンダーギラス                            |
| 8月6日        | 19   | 命令『Kスイ星で地球をこわせ』     | 雨宮雄児            | 本多猪四郎 | 田渕吉男 | - 爆弾恐獣ガンダーギラス                            |
| 8月13日       | 20   | 激闘！ファイターの歌が聞える      | 石森詩郎            | 蓑輪雅夫   | 中野昭慶 | - 双頭恐獣ゴラム                                    |
| 8月20日       | 21   | 無敵！ゴジラ大暴れ                | 神沢信一            | 小栗康平   | 中野昭慶 | - 軟体恐獣ジュラー - 再生恐獣ジュラーカスタム       |
| 8月27日       | 22   | 逆襲！スーパージキロを倒せ        | 武末勝              | 蓑輪雅夫   | 神沢信一 | - 超磁力恐獣スーパージキロ                          |
| 9月3日        | 23   | 大恐獣バクゴンの秘密              | 武末勝              | 本多猪四郎 | 田渕吉男 | - 幻想恐獣バクゴン                                  |
| 9月10日       | 24   | 針吹き恐獣ニードラーを倒せ        | 雨宮雄児            | 本多猪四郎 | 田渕吉男 | - 針吹き恐獣ニードラー                              |
| 9月17日       | 25   | 凄絶！ゾーン・ゴジラ対恐獣連合軍  | 荒木芳久            | 古澤憲吾   | 川北紘一 | - 甲冑恐獣カブトギラー - 恐獣連合軍                 |
| 9月24日       | 26   | 粉砕！ガロガガンマーX作戦         | 胡桃哲              | 小栗康平   | 神沢信一 | - 幻覚恐獣グロテガウロス                            |

## 放送局
- 月曜 19:00 - 19:30
  - 日本テレビ
  - よみうりテレビ
  - 中京テレビ
  - 札幌テレビ[57]
  - 青森放送[58]
  - 秋田放送[58]
  - 山形放送[58]
  - テレビ岩手[注釈 32][58]
  - 山梨放送[59]
  - 北日本放送[60][注釈 33]
  - 福井放送[注釈 34]
  - 日本海テレビ[63]
  - 山口放送[64]
  - 西日本放送[注釈 35][65]
  - 南海放送[64]
  - 四国放送[66]
  - 高知放送[64]
  - 福岡放送[67]
  - テレビ長崎[注釈 36][67]
- 月曜 19:30 - 20:00
  - 福島中央テレビ[注釈 37][68]
- 水曜 17:30 - 18:00
  - 静岡放送[59]
  - 新潟放送[69]
- 水曜 18:00 - 18:30
  - 沖縄テレビ[注釈 38]
- 木曜 18:00 - 18:30
  - 信越放送[注釈 39]
  - 広島テレビ放送[注釈 40]
- 金曜 18:00 - 18:30 
  - ミヤギテレビ[注釈 41][74]
  - 石川テレビ（フジテレビ系列）[75]
- 金曜 19:00 - 19:30
  - 鹿児島テレビ放送[注釈 42][76]
- 土曜 18:00 - 18:30
  - テレビ宮崎[注釈 43][76]
- 土曜 19:00 - 19:30
  - テレビ大分[注釈 44][77]
- 日曜 11:30 - 12:00
  - 熊本放送（TBS系列）[67]

## 映像ソフト化
- 1995年以前に東宝ビデオから単巻VHSが発売されている[78]。
- 1993年8月1日に東宝ビデオからLDボックス「流星人間ゾーン パーフェクトファイル」が発売された[78][79]。
- 2001年7月27日にタキ・コーポレーションから全話収録のDVD-BOXが発売[80]。
- 2002年11月22日 - 2003年1月24日に単巻のDVDが発売。全6巻で2巻ずつ同時発売。
- 2016年12月14日に東宝より全5巻のDVDが発売。
- 講談社から刊行されている「隔週刊 ゴジラ全映画DVDコレクターズBOX」の38号[注釈 45]（2017年12月12日）第1話、第4話 - 第6話の予告編。
同39号[注釈 46](2017年12月26日)に第1話、第4話 - 第6話の本編と予告編。第11話、第15話、第21話、第25話の予告編を収録。映像特典として第1 - 13話の予告編集。
同40号[注釈 47]（2018年1月9日発売）に第11話、第15話、第21話、第25話の本編と予告編。映像特典として第14 - 26話の予告編集を収録。

## 漫画版
- 冒険王1973年4月号から10月号まで連載、作画：古城武司[81][82]。秋田書店サンデーコミックスより単行本が発売されたが[81]、1巻のみで2巻は発売していない[82]。
- テレビマガジン1973年連載、作画：新宅よしみつ。